# Galluppi
I Galluppi sono una famiglia nobile italiana originaria di Tropea e comprendente vari rami, uno dei quali stabilitosi in Francia nel XIV secolo, un altro in Sicilia intorno alla fine del XVI.
Uno dei membri della famiglia di nome Cristoforo nel 1340 sposò donna Giacoma Ruffo, baronessa di Altavilla, ottenendo in dote la metà del feudo baronale di Altavilla.

## Ramo di Messina e Santa Lucia del Mela
Don Cesare Galluppi, barone di Cirella e Joppolo, discendente di Cristoforo, vissuto alla fine del Cinquecento, si spostò a Messina, dove sposò Giovanna Porzio, venendo ascritto dal senato alla nobilità di quella città. Con lui ebbe inizio il ramo messinese dei Galluppi, che alcuni decenni dopo si spostò a Santa Lucia del Mela con don Onofrio Galluppi.
Francesco Galluppi, barone di Cirella, Joppolo e Coccorino e proprietario di altri importanti beni in Calabria, figlio primogenito di don Cesare e di donna Giovanna Porzio, dilapidò in breve tempo quasi tutto il patrimonio paterno. Egli aveva sposato nel 1611 in Messina Isabella Patti, figlia unica di Ansaldo, ereditiera del feudo di Belvedere e del territorio di San Girolamo, situati nei pressi della città di Santa Lucia. 
Francesco Galluppi suo nipote partecipò alla rivoluzione dei Merli e Malvizzi e fu uno dei comandanti della città di Messina contro gli spagnoli; per questo motivo subì la confisca del feudo di Belvedere nel 1674.
A Santa Lucia i Galluppi furono per generazioni al vertice del potere politico ed ecclesiastico. Un Ansaldo Galluppi Patti (n. 1721), con privilegio del 15 settembre 1748, ottenne da Carlo III il titolo di barone di Cirella (feudo già posseduto dai suoi antenati) e comprò dalla città di Santa Lucia il feudo della Foresta.
Il barone don Vincenzo Galluppi, figlio di Ansaldo, tornò a Tropea per ravvivare in quella città l'altro ramo della famiglia, che rischiava l'estinzione. Nel 1765 sposò la lontana cugina donna Lucrezia Galluppi e fu padre del filosofo Pasquale Galluppi.
Uno dei rami dei Galluppi di Santa Lucia ereditò dalla nobile famiglia Raineri anche il titolo di barone di Pancaldo. Il barone di Pancaldo don Rainero Galluppi Raineri (1816-1899), senatore di Messina (1858), figlio di don Francesco Galluppi Raineri e della baronessa donna Vincenza Raineri Galluppi, sposò donna Letteria Cuzzaniti Arenaprimo (1816-1906). Ne nacque Giuseppe Galluppi, cavaliere di onore e devozione nell'ordine di Malta, araldista e genealogista, autore di numerose pubblicazioni, ultimo dei Galluppi baroni di Pancaldo, morto senza prole maschile. Attuali discendenti per via femminile sono i baroni Laudamo.
Nel 1935, Enrica, figlia di Arturo Galluppi di Cirella, sposa a Roma il diplomatico Ezio Mizzan. Il matrimonio produsse prole. La coppia in seguito si separò ed Enrica si risposò con Bonifacio Marchese di Canossa, Conte di Canossa e Signore di Grezzano.

## Ramo di Tropea
I Galluppi di Tropea vantano tra le loro file il filosofo Pasquale Galluppi, decorato della Legion d'onore da Luigi Filippo di Francia e Francesco I d'Austria.

## Parentele
Il ramo dei Galluppi stabilitosi a Santa Lucia si alleò, attraverso un'attenta politica matrimoniale, con le famiglie più in vista della cittadina messinese. Tra le parentele più significative si ricordano quelle con i Cuzzaniti, i Pulejo, i Celi-Valdina, i Sisilli e i Basile.

## Arma
Arma: d'azzurro, allo scaglione, accompagnato da tre stelle, il tutto d'oro.
Cimiero: testa e collo di cavallo morello al naturale.